# HD 39045
HD 39045，又名BD+32 1109，SAO 58504、HR 2018，是一颗恒星，视星等为6.25，位于銀經177.91，銀緯2.72，其B1900.0坐标为赤經5h 44m 54.6s，赤緯+32° 2.72′ 46″。